# 圖斯托霍洛維
49°40′36″N 25°9′38″E / 49.67667°N 25.16056°E
圖斯托霍洛維（羅馬化：Tustoholovy）是烏克蘭的村落，位於該國西部捷爾諾波爾州，由捷尔诺波尔区負責管轄，處於斯特里帕河畔，始建於1684年，面積3.27平方公里，2001年人口222。